# Sami Whitcomb
Samantha Allison „Sami” Whitcomb (ur. 20 lipca 1988 w Ventura) – amerykańska koszykarka występująca na pozycjach rzucającej lub niskiej skrzydłowej, posiadająca także australijskie obywatelstwo, reprezentantka tego kraju, od 2023 zawodniczka Seattle Storm.
Jej wuj – Roy Schmidt występował w NFL, w latach 60. i 70. XX w. (Falcons, Packers, Redskins).
10 lutego 2021 została zawodniczką New York Liberty. 3 lutego 2023 dołączyła ponownie do Seattle Storm.

## Osiągnięcia
Stan na 14 czerwca 2023, na podstawie, o ile nie zaznaczono inaczej.

### NCAA
- Uczestniczka turnieju NCAA (2007)
- Wybrana do:
  - I składu:
    - Pac 10 (2010)
    - Pac-10 All-Academic (2008, 2010)

  - II składu Pac-10 All-Academic (2009)
  - honorable mention:
    - All-Pac-10 (2009)
    - Pac-10 All-Defensive (2008, 2009)
- Liderka Pac-10 w przechwytach (2009)

### WNBA
- Mistrzyni WNBA (2018, 2020[5])
- Uczestniczka konkursu rzutów za 3 punkty WNBA (2021)[6]

### Inne
Drużynowe
- Mistrzyni WSBL (2014, 2015)
- Wicemistrzyni Australii (WNBL – 2016, 2022)

Indywidualne
- MVP
  - sezonu WSBL (2013–2015)
  - finałów WSBL (2014, 2015)
- Laureatka WNBL Top Shooter Award (2017)
- Zaliczona do I składu:
  - WSBL (2013–2016)
  - WNBL (2016–2018, 2023)
  - defensywnego WSBL (2016)
- Liderka:
  - strzelczyń WSBL (2013–2015)
  - w przechwytach WNBL (2016–2018)

### Reprezentacja
- Wicemistrzyni świata (2018)
- Brązowa medalistka:
  - olimpijska (2024)[7]
  - mistrzostw:
    - świata (2022)
    - Azji (2021)
- Uczestniczka kwalifikacji do mistrzostw świata (2022)